# Sedlec (Poběžovice)
Sedlec je malá vesnice, část města Poběžovice v okrese Domažlice v Plzeňském kraji. Nachází se tři kilometry severovýchodně od Poběžovic. Sedlec leží v katastrálním území Sedlec u Poběžovic o rozloze 3,07 km².

## Historie
První písemná zmínka o vesnici pochází z roku 1368.

## Obyvatelstvo
| Rok            | 1869 | 1880 | 1890 | 1900 | 1910 | 1921 | 1930 | 1950 | 1961 | 1970 | 1980 | 1991 | 2001 | 2011 | 2021 |
| -------------- | ---- | ---- | ---- | ---- | ---- | ---- | ---- | ---- | ---- | ---- | ---- | ---- | ---- | ---- | ---- |
| Počet obyvatel | 259  | 248  | 222  | 227  | 216  | 241  | 221  | 120  | 113  | 78   | 56   | 35   | 40   | 48   | 60   |
| Počet domů     | 42   | 42   | 40   | 44   | 44   | 44   | 48   | 32   | 32   | 22   | 20   | 19   | 21   | 22   | 24   |

## Obecní správa
Při sčítání lidu v letech 1850–1959 Sedlec byl samostatnou obcí v okrese Horšovský Týn (v letech 1850–1910 Horšův Týn). Od roku 1960 je částí města Poběžovice v okrese Domažlice.

## Další fotografie

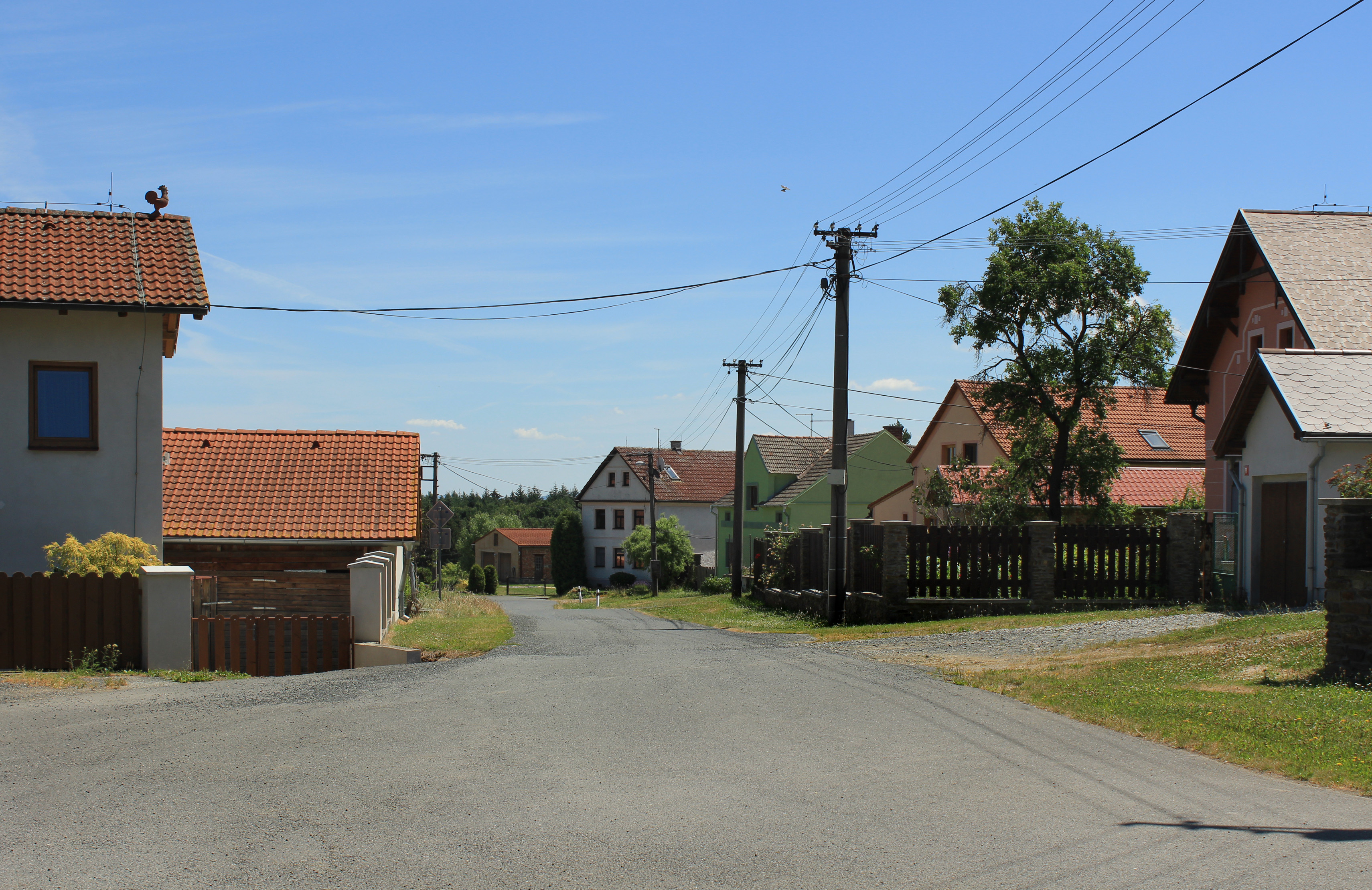
Postranní ulice
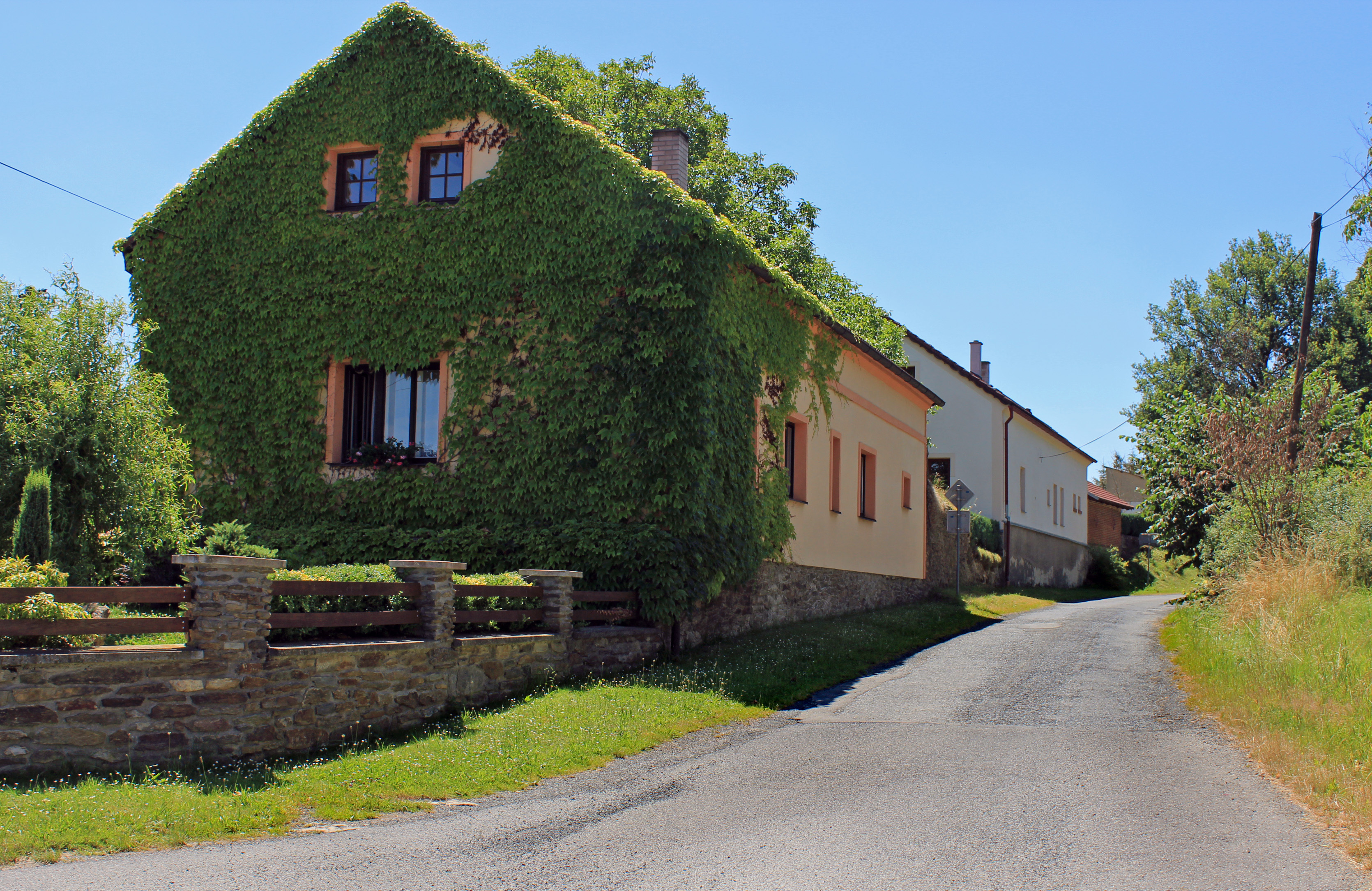
Silnice k Poběžovicím
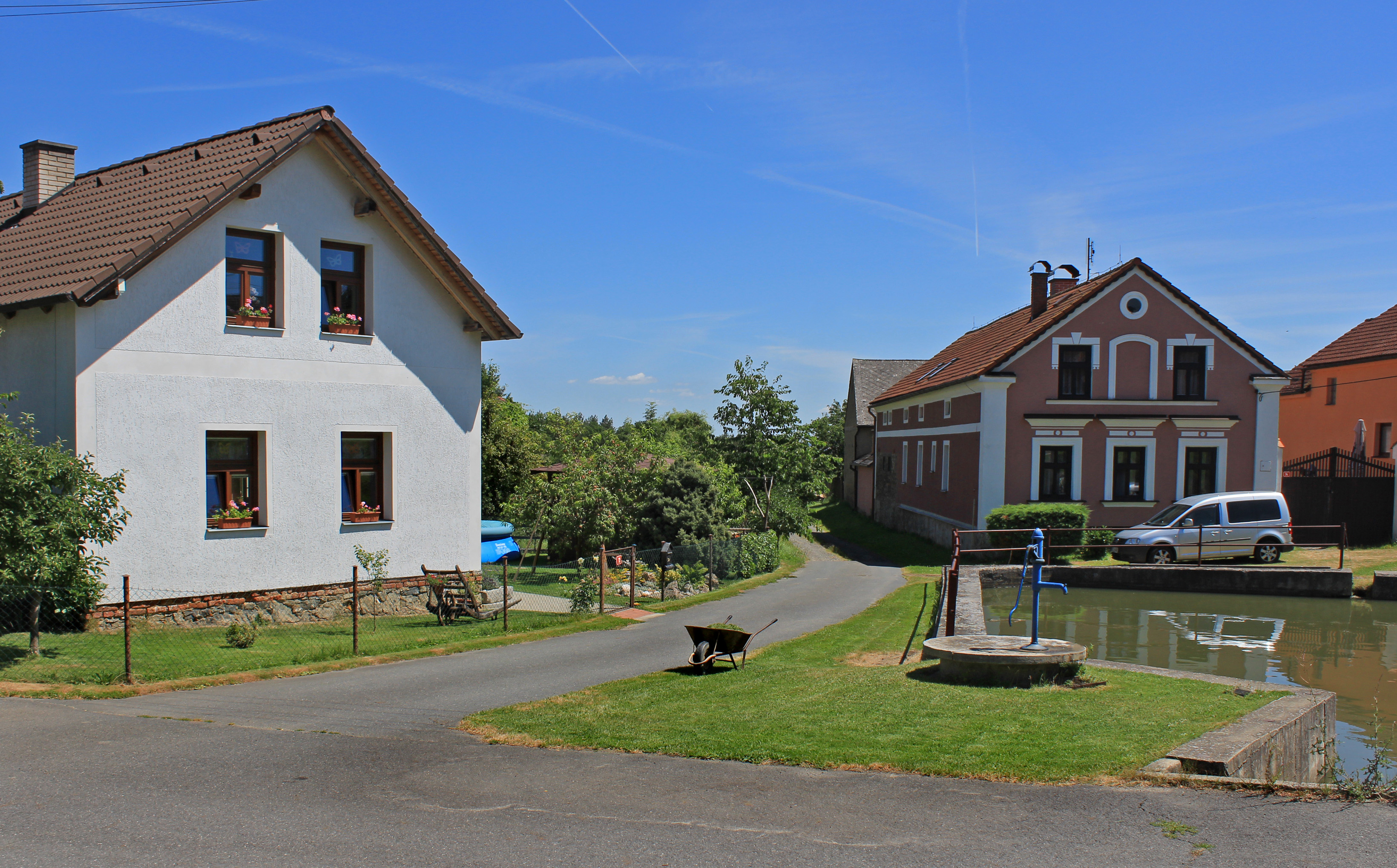
Rybníček na návsi